# Лисичанськ (станція)
Лисича́нськ — проміжна залізнична станція Лиманської дирекції Донецької залізниці на неелектрифікованій лінії Сватове — Попасна між станціями Переїзна (3 км) та Насвітевич (5 км). Розташована на околиці міста Лисичанська Сіверськодонецького району Луганської області.

## Історія

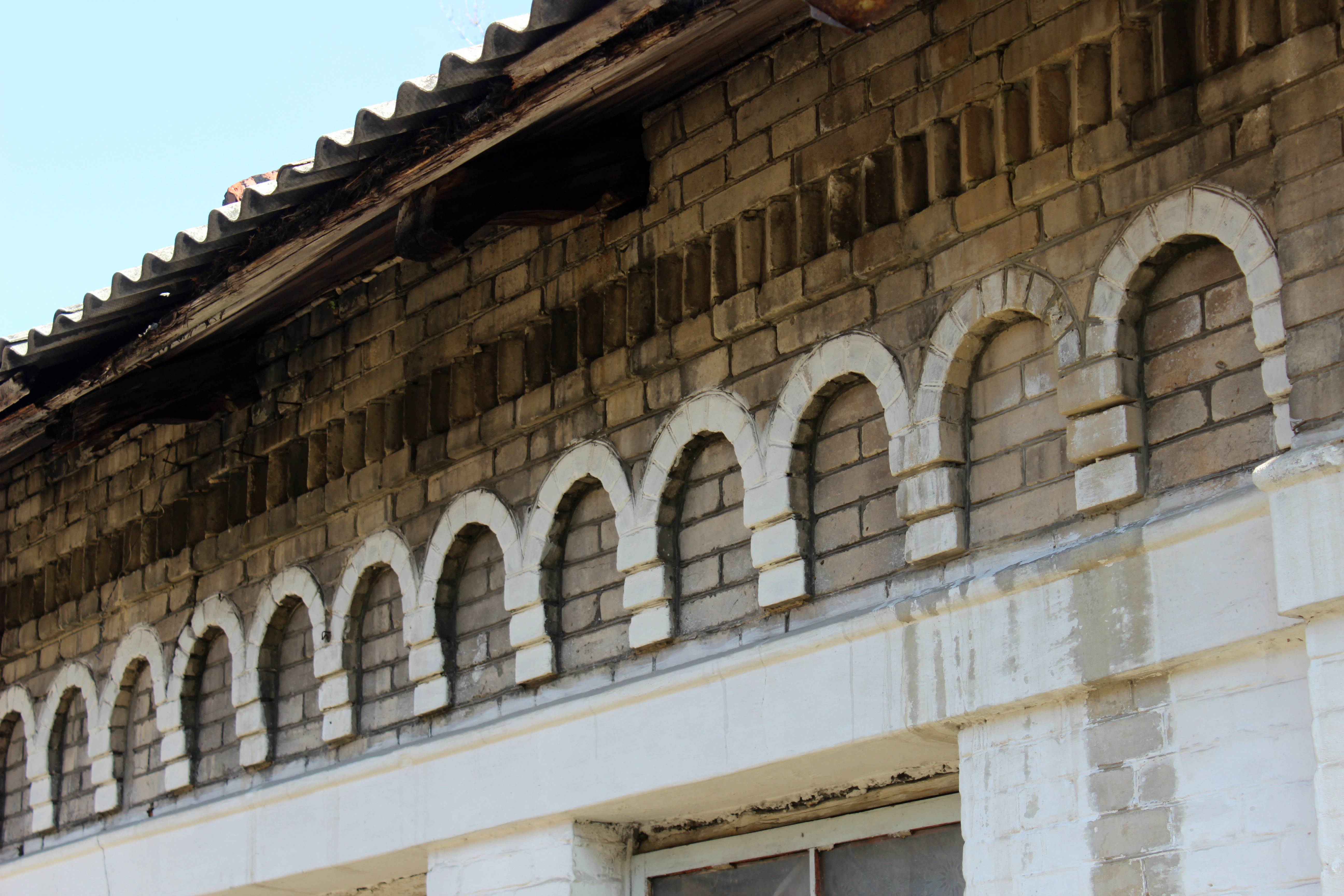
Стара будівля станції Лисичанськ

З будівництвом значної кількості вугільних шахт та промислових підприємств Лисичанська, в тому числі хімічної галузі, постала проблема постачання продукції до інших регіонів. Одним з тих, хто закликав до будівництва залізниці до Лисичанська, був і Дмитро Менделєєв. Для транспортування продукції від заводів до залізничної станції була побудована канатна дорога.
У 1879 році прокладена залізниця Попасна — Лисичанськ, а 1895 року — Лисичанськ — Куп'янськ-Вузловий.

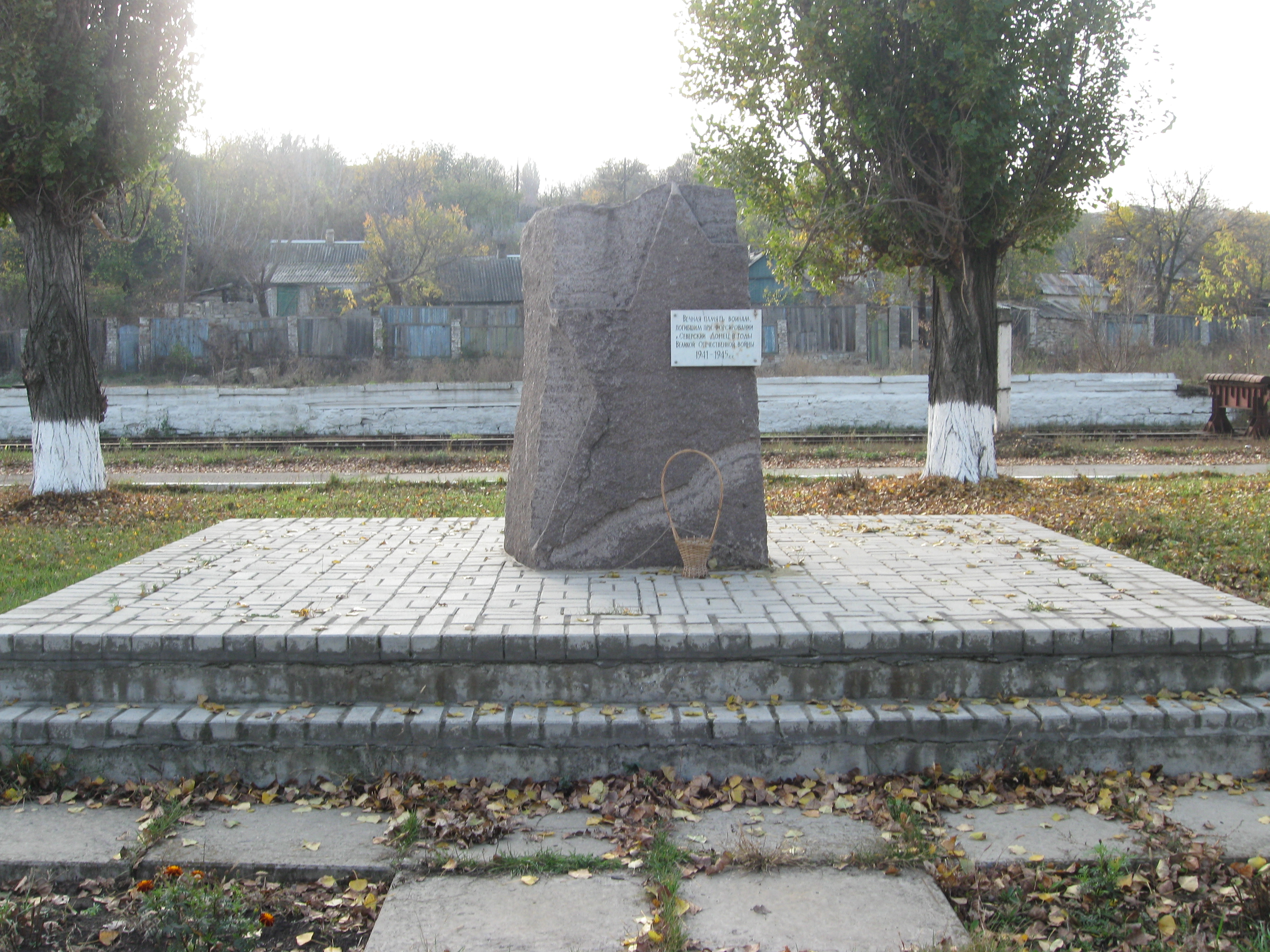
Пам'ятник воїнам Другої світової війни на території станції Лисичанськ

Біля станції Лисичанськ встановлено пам'ятник воїнам, полеглим у Другій світовій війні.

## Пасажирське сполучення
Далеке сполучення:
До 2014 року, з початком війни на сході України, станція Лисичанськ була проміжною для поїздів пасажирського далекого сполучення переважно з/до Луганська, Донецька. Через станцію курсували поїзди такі поїзди, як Донецьк — Москва — Санкт-Петербург, Луганськ — Суми, Дебальцеве — Хмельницький, Уфа — Сімферополь. 

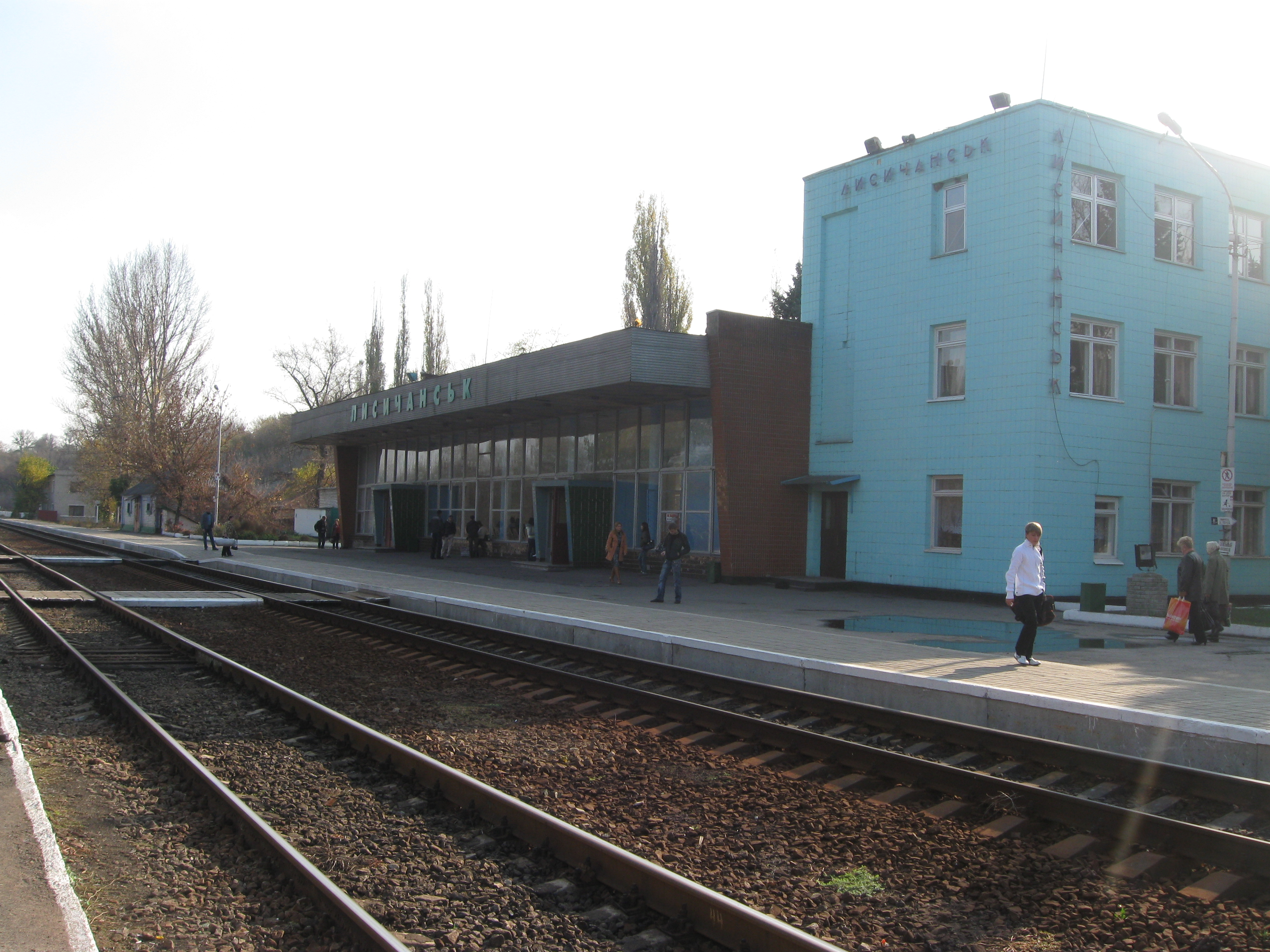
Краєвид на станцію Лисичанськ

З 22 травня 2014 року сполучення було припинено рух поїздів через підрив бойовиками залізничного мосту через річку Сіверський Донець. Після стабілизації ситуації, 24 вересня з містом було відновлено рух приміських поїздів за зміненою схемою — вони курсували зі станцій Куп'янськ та Сватове  до станції Венгерівка, замість Попасної.  
31 жовтня 2014 року «Укрзалізниця» відновила рух пасажирських поїздів з Лисичанськом, призначивши додатковий поїзд № 531/532 Київ — Лисичанськ. Він курсував щоденно через Ворожбу, Суми, Харків-Пасажирський та Сватове. Пізніше його було змінено на поїзд № 133/134 Київ — Лисичанськ. 
30 жовтня 2016 року призначений поїзд під № 234/233 «Поділля» сполученням Лисичанськ — Хмельницький. На чисельні прохання пасажирів, які користувалися ним для поїздок з Хмельницького та Вінниці у бік Донеччини та Луганщини, після аналізу пасажиропотоку було прийнято рішення залишити поїзд у регулярному курсуванні. Йому було присвоєно № 138/137.
10 грудня 2017 року вперше в історії було призначено пасажирський поїзд, який поєднав Луганщину і Закарпаття. Нічний швидкий поїзд № 45/46 сполученням Ужгород — Лисичанськ має один з найдовших маршрутів в Україні — 1659 км, відстань від початкової до кінцевої станції долає за 31 годину 40 хвилин, робить зупинку на 45 залізничних станціях.  
З 1 жовтня 2018 року «Укрзалізниця» призначила новий нічний експрес № 19/20 сполученням Лисичанськ — Київ.

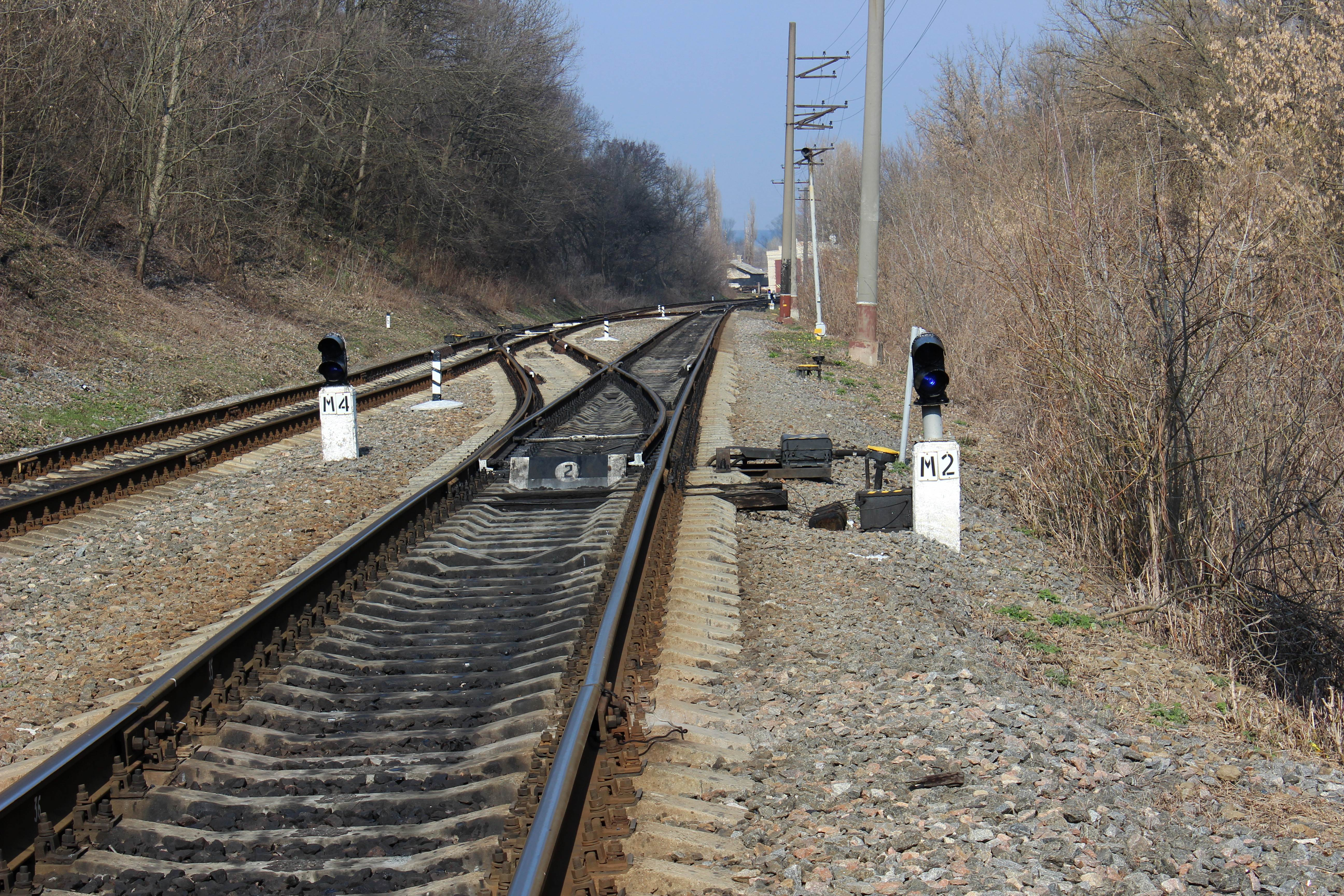
Залізниця поблизу станції Лисичанськ

З 28 жовтня 2018 року призначений поїзд № 139/140 сполученням Лисичанськ — Дніпро (як подовжений маршрут колишнього поїзда № 609/610 Лисичанськ — Харків). З 18 березня 2020 року курсування поїзда було тимчасово припинено та й не відновлено.
11 березня 2020 року з Хмельницького до Лисичанська вирушив у свій перший рейс пасажирський поїзд категорії «нічний швидкий» № 138/137 з іменною назвою «Максим Яровець» на честь пам'яті, вірності та гідності полеглого лейтенанта Збройних сил України, учасника війни на сході України, командира роти 130-го окремого розвідувального батальйону Максима Яровця.
З 10 липня 2020 року «Укрзалізниця» подовжила маршрут руху поїзда № 20/19 сполученням Київ — Лисичанськ до станції Попасна.
З 2 червня 2021 року призначався нічний швидкий поїзд № 269/270 сполученням Одеса — Лисичанськ (курсував влітку). 
Станом на 2021 рік, зі станції Лисичанськ відправлялися до 5 пар пасажирських поїздів, якими можна було дістатися Вінниці, Києва, Кременчука, Кропивницького, Львова, Одеси, Полтави, Сум, Тернополя, Харкова, Хмельницького тощо.

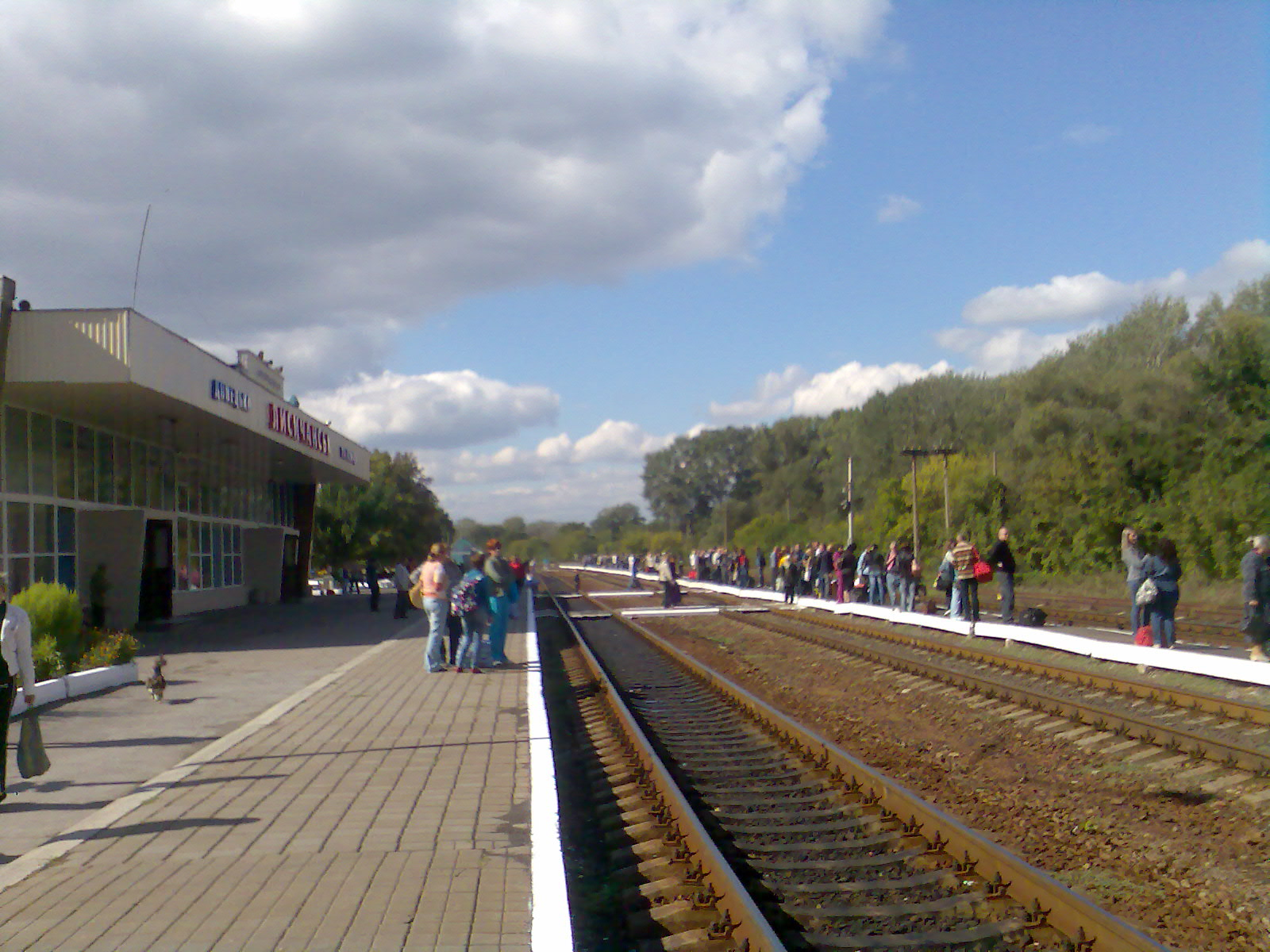
В очікуванні поїзда

З 12 грудня 2021 року «Укрзалізниця» призначила новий поїзд № 131/132 сполученням Лисичанськ — Жмеринка (через Харків, Полтаву, Київ, Вінницю). Водночас, поїзду № 269/270 сполученням Лисичанськ — Одеса була змінена нумерація на № 90/89, а час в дорозі зменшено на 31 хвилину.
З 19 грудня 2021 року призначено регіональний поїзд «Слобожанський експрес» № 887/888 сполученням Харків — Попасна. Маршрут здійснював дизель-поїзд Крюківського вагонобудівного заводу ДПКр-3, виготовлений на Крюківському вагонобудівному заводі.
| Рух поїздів далекого сполучення по станції Лисичанськ (до лютого 2020 року) |                           | |
| №                                                                           | Маршрут сполучення        | Проміжні залізничні станції                                                                         |
| 19/20 «Нічний експрес»                                                      | Попасна — Київ            | Рубіжне, Кремінне, Сватове, Куп'янськ-Вузловий, Харків-Слобідський, Полтава                         |
| 45/46                                                                       | Лисичанськ — Ужгород      | Харків-Пасажирський, Суми, Конотоп, Ніжин, Київ-Пасажирський, Коростень, Здолбунів, Львів, Мукачево |
| 89/90                                                                       | Лисичанськ — Одеса        | Куп'янськ, Харків-Пасажирський, Полтава-Південна, Кременчук, Знам'янка-Пасажирська, Кропивницький   |
| 131/132                                                                     | Лисичанськ — Жмеринка     | Харків-Пасажирський, Полтава-Київська, Київ-Пасажирський, Вінниця                                   |
| 137/138 «Максим Яровець»                                                    | Лисичанськ — Хмельницький | Харків-Пасажирський, Полтава-Київська, Київ-Пасажирський, Вінниця                                   |
| 887/888                                                                     | Харків — Попасна          | Куп'янськ-Вузловий, Сватове, Кремінне, Рубіжне                                                      |

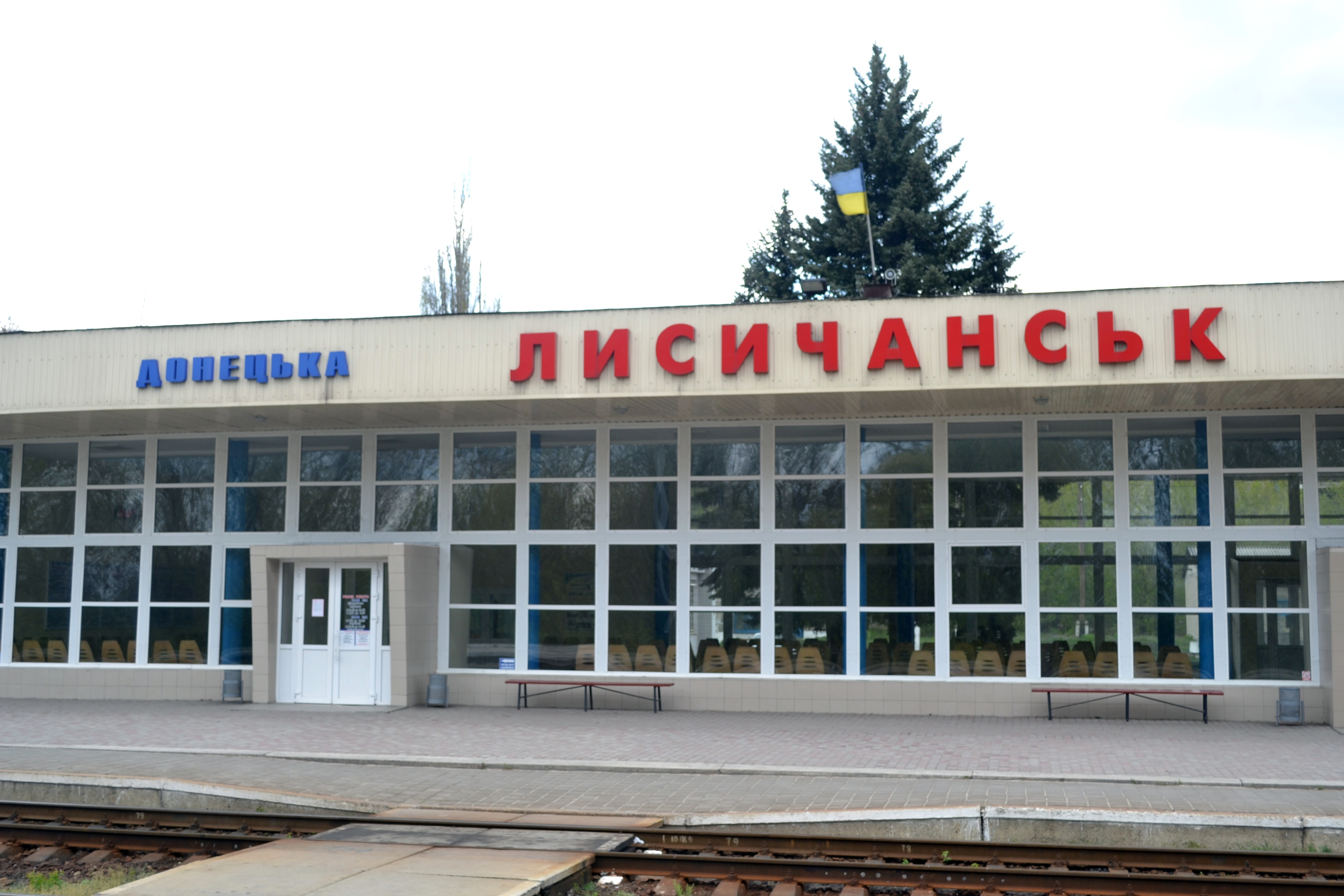
Вокзал станції Лисичанськ

У 2021 році «Укрзалізниця» мала наміри запустити швидкісний поїзд сполученням Київ — Лисичанськ за допомогою міжнародних кредитів. Влада розглядала потенційну можливість залучення кредитів Європейського інвестиційного банку для того, щоб електрифікувати 40-кілометрову дільницю залізниці між містами Сіверськ та Лисичанськ. Питання щодо залучення кредиту Європейського банку було обговорено на нараді 25 січня 2022 року. Електрифікація вищезгаданої дільниці залізниці мала на меті дозволити запустити швидкісний поїзд зі столиці України, який би долав відстань до 7 годин.

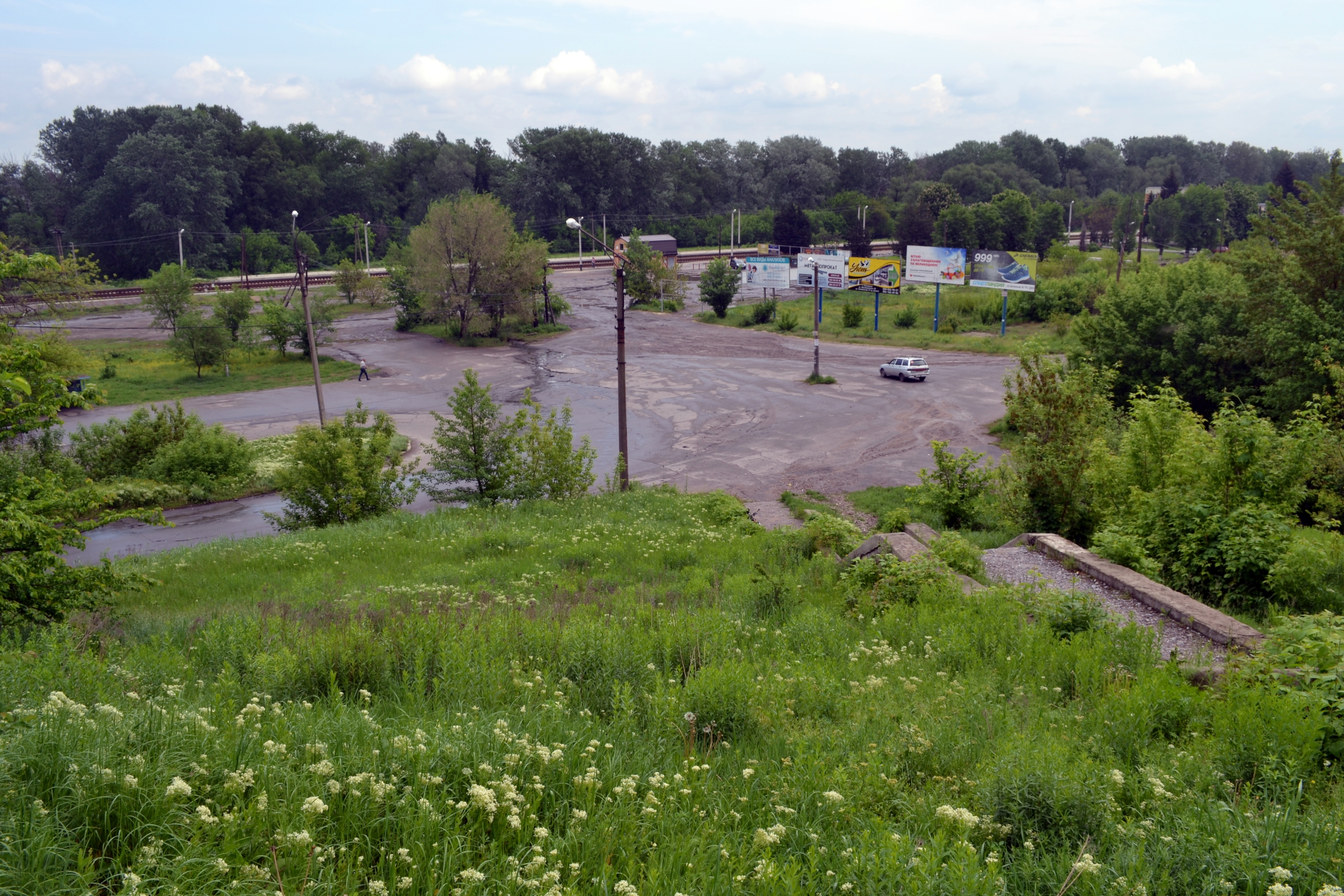
Привокзальна площа

24 лютого 2022 року, в ході повномасштабного російського вторгнення в Україну та регулярних обстрілів російськими окупантами інфраструктури міст Лисичанська, Сіверськодонецька, Рубіжного, «Укрзалізниця» призначила евакуаційні поїзди зі станції Лисичанськ у напрямку Західної України. За день спецпоїздами було безкоштовно евакуйовано понад трьох тисяч жителів Луганщини.

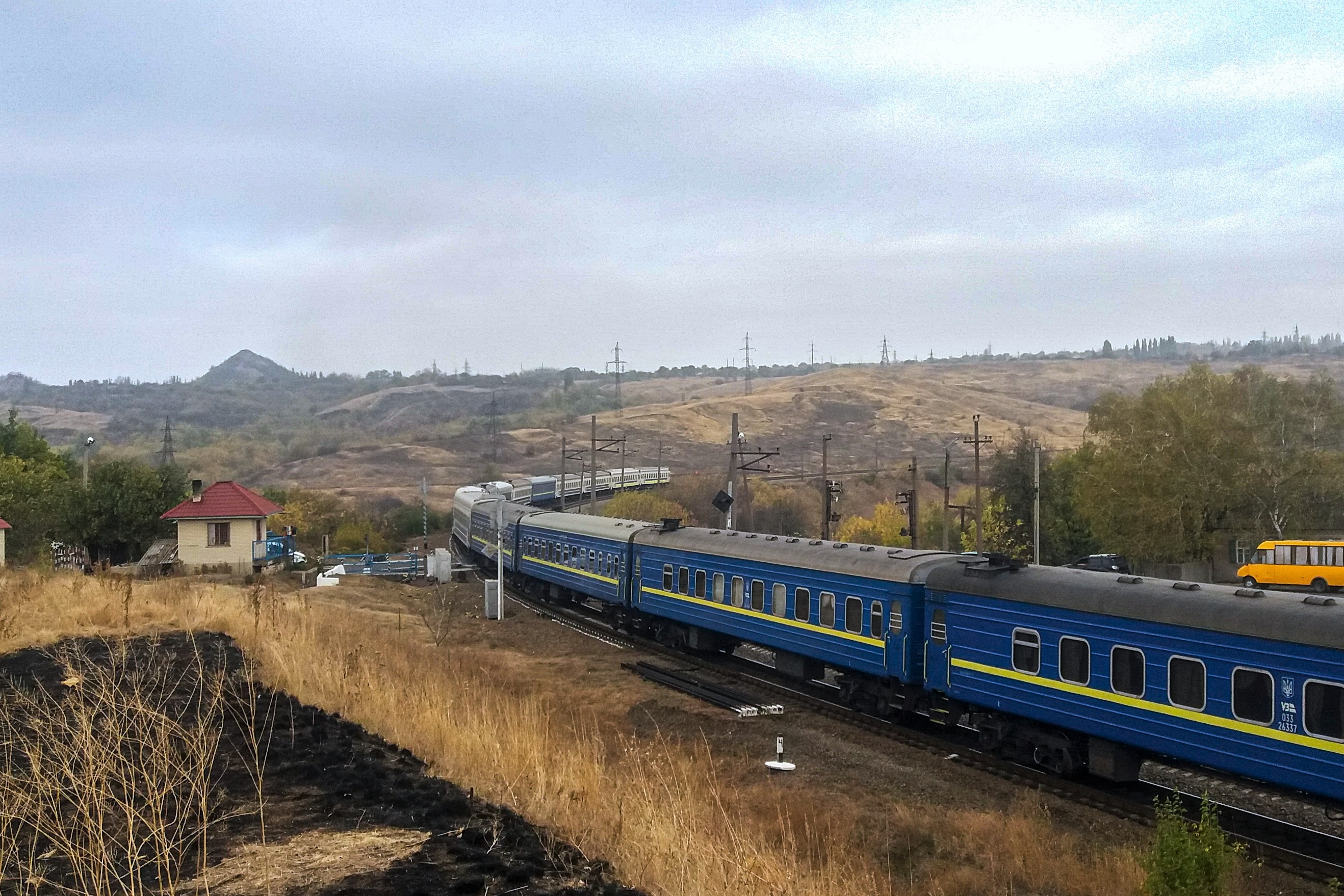
Пасажирський поїзд прямує через переїзд

Вивезення населення тривало декілька днів. Під час обстрілу російські війська пошкодили залізничну колію, тож рух пасажирських і приміських поїздів було скасовано. Евакуаційні поїзди зі станції Лисичанськ спочатку спрямували через станцію Попасна, а згодом вивезення жителів Луганщини було організовано зі станції Новозолотарівка.
Приміське сполучення:
Приміське сполучення здійснювалося дизель-поїздами на лінії Попасна — Куп'янськ.

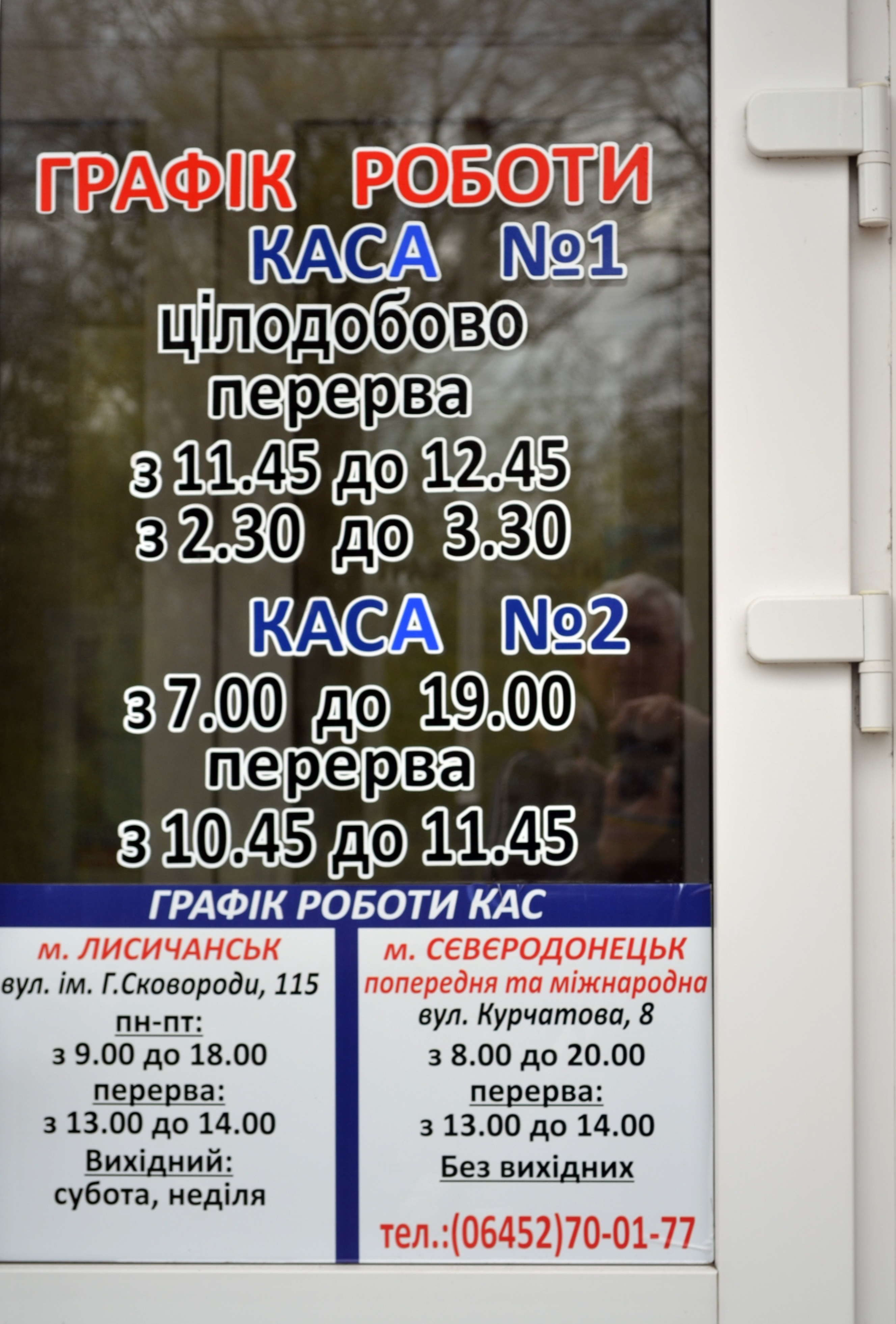
Графік роботи вокзалу (квітень 2020)

| Рух приміських поїздів по станції Лисичанськ (до 24 лютого 2020 року) |                              |                          |
| №                                                                     | Маршрут сполучення           | Періодичність курсування |
| 6439                                                                  | Сватове — Попасна            | Щоденно                  |
| 6440                                                                  | Попасна — Сватове            | Щоденно                  |
| 6441                                                                  | Сватове — Попасна            | Щоденно                  |
| 6442                                                                  | Попасна — Сватове            | Щоденно                  |
| 6443                                                                  | Сватове — Попасна            | Щоденно                  |
| 6444                                                                  | Попасна — Сватове            | Щоденно                  |
| 6329                                                                  | Куп'янськ-Вузловий — Попасна | Щоденно                  |
| 6329                                                                  | Сватове — Попасна            | Щоденно                  |
| 6332                                                                  | Попасна — Сватове            | Щоденно                  |
| 6447                                                                  | Сватове — Попасна            | Щоденно                  |
| 6448                                                                  | Попасна — Сватове            | Щоденно                  |

## Галерея

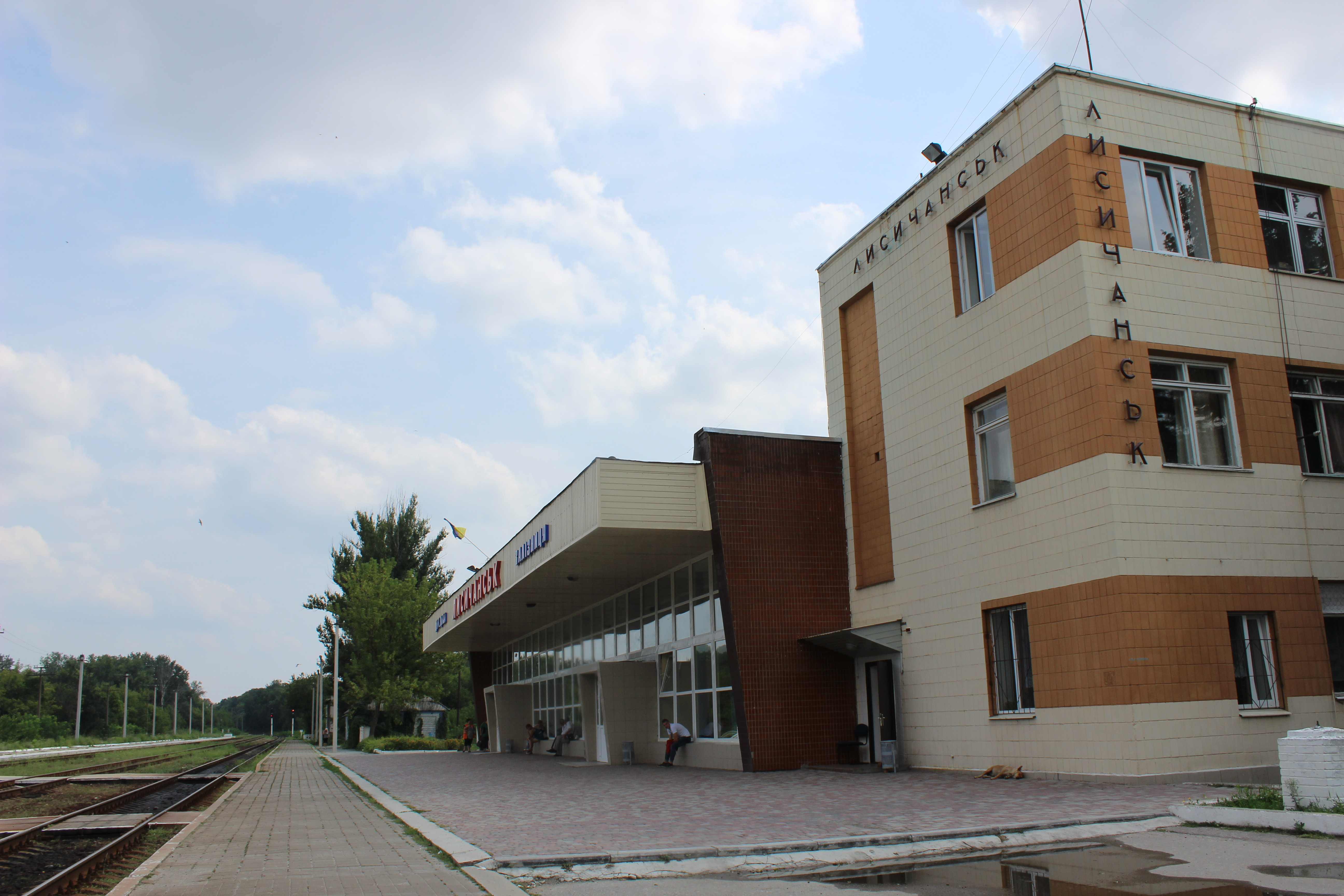
Вокзал станції Лисичанськ
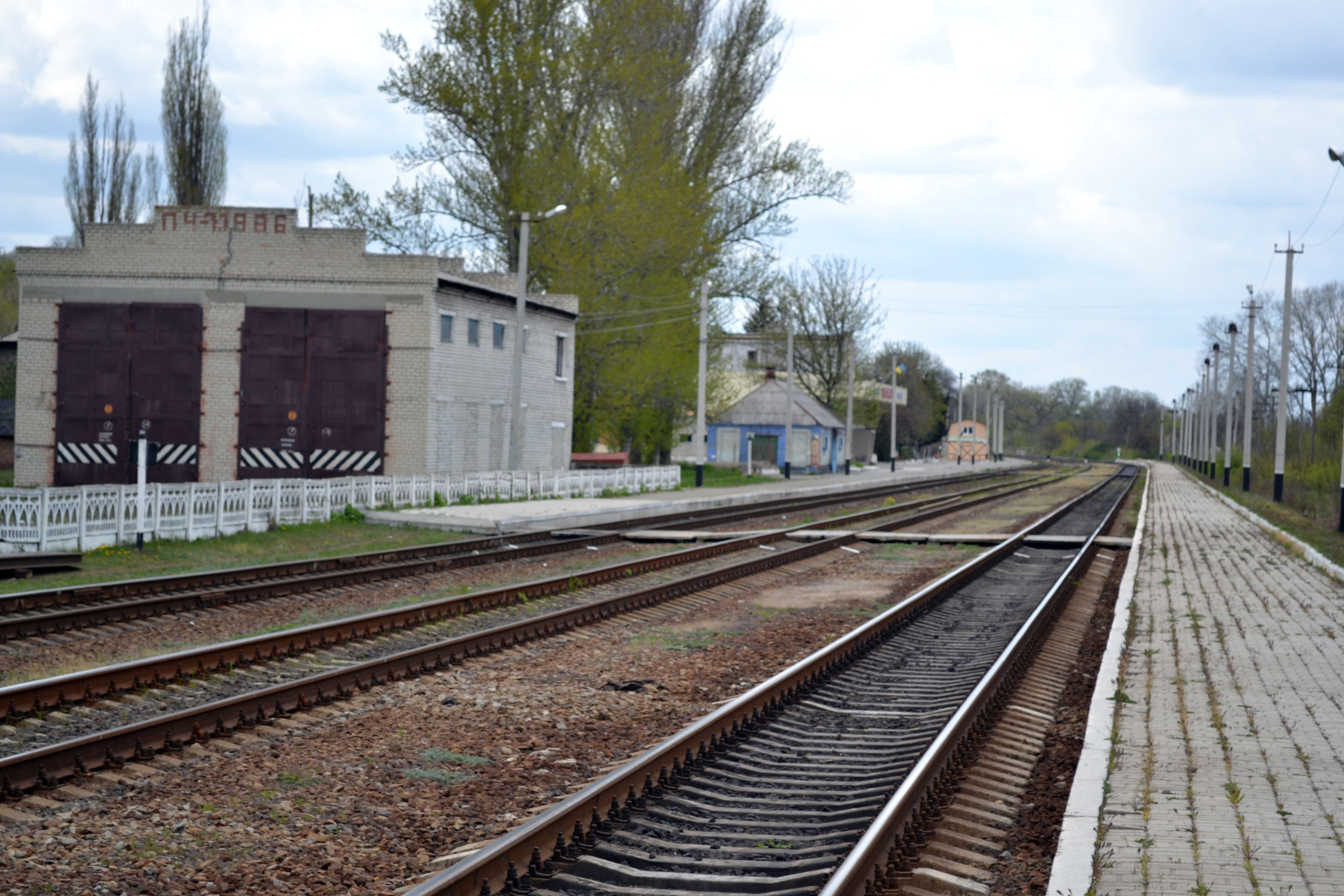
Платформи станції
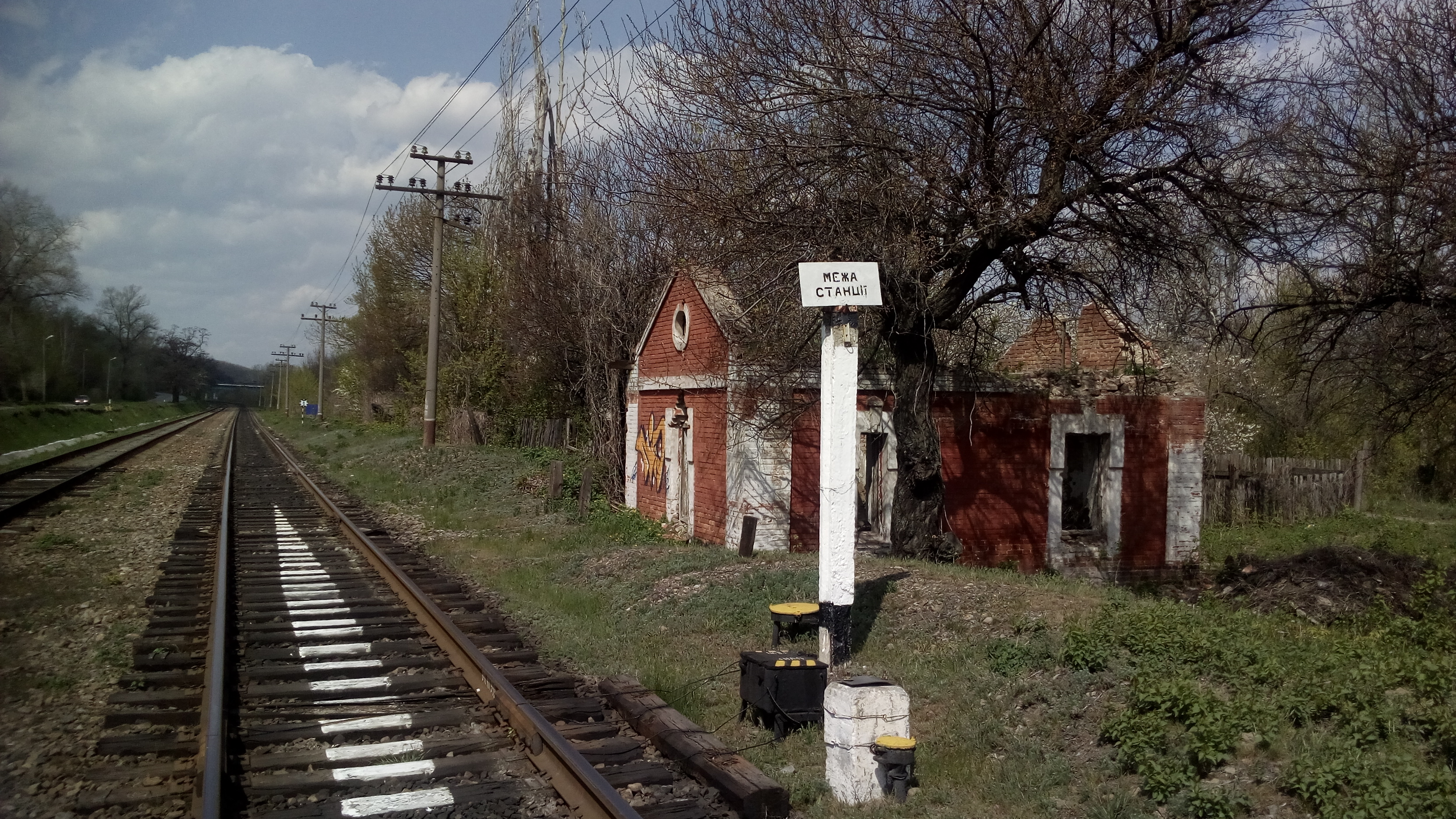
Межа станції
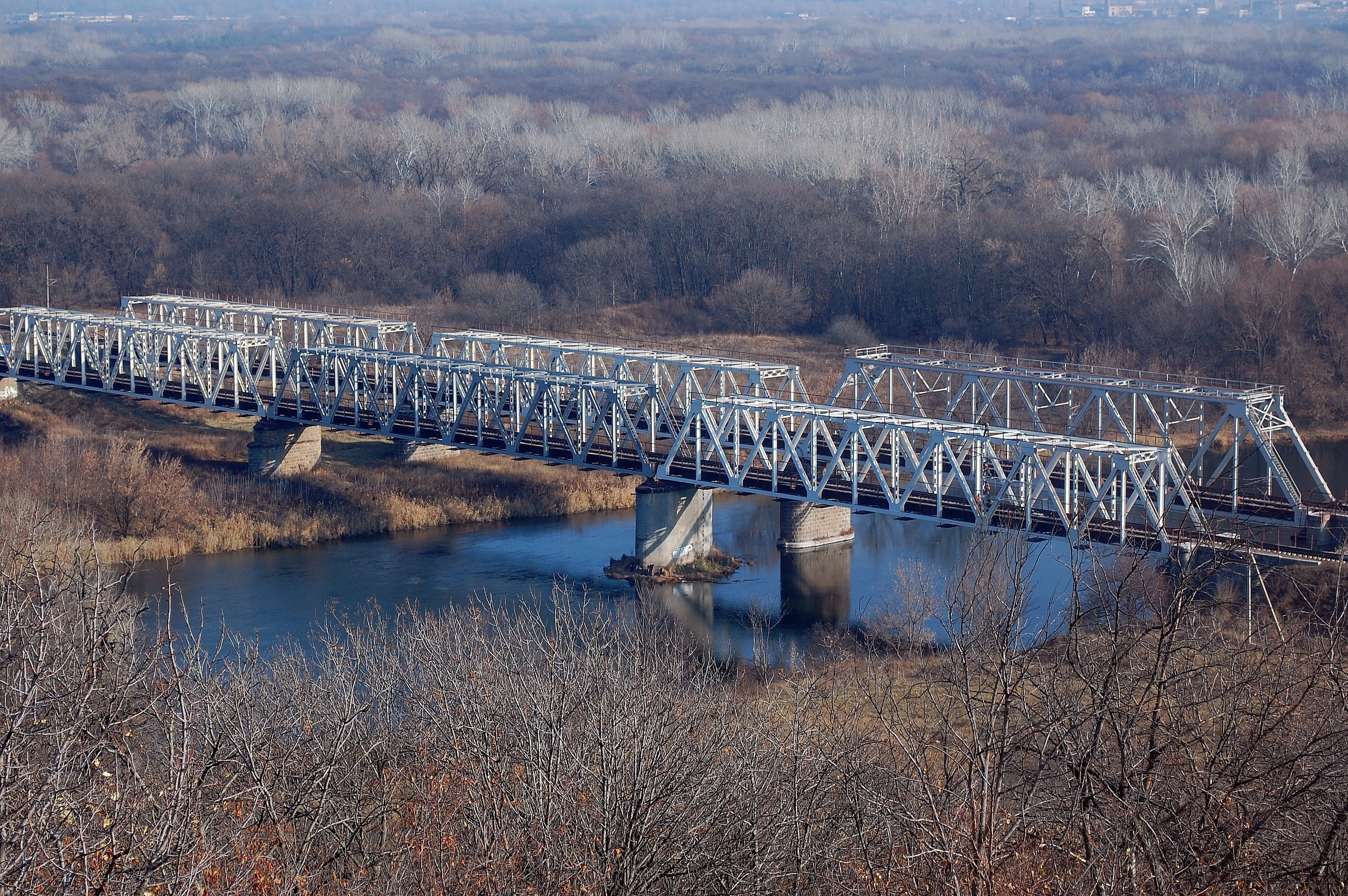
Залізничний міст